# Ciclohexanol
El ciclohexanol es un compuesto orgánico de fórmula molecular C6H12O.